# Paul Labérenne
Paul Labérenne est un mathématicien français né le 5 septembre 1902 à Orléans, de parents enseignants, et mort le 9 août 1985 à Paris.

## Biographie
Paul Labérenne était professeur agrégé de mathématiques, il a été professeur de sciences et de philosophie des sciences à l'Université ouvrière de Paris de 1932 à 1939, puis à l'Université Nouvelle après 1945. À la fin des années 1950 et au début des années 1960, il enseigne les mathématiques dans les classes préparatoires aux écoles d'ingénieurs de physique et de chimie du lycée Chaptal de Paris. 
Il était militant syndicaliste et communiste. Il a écrit des ouvrages sur le marxisme ainsi que des essais scientifiques et épistémologiques, notamment L'origine des mondes. Il faisait partie du comité directeur de la revue la Pensée dans les années cinquante, revue à laquelle il collabora dès le premier numéro en 1938. Il a aussi édité un recueil des œuvres de Paul Langevin après la mort de ce dernier, intitulé La Pensée et l'Action.
Entré en 1922 à l'école Normale Supérieure, il forme un trinôme avec André Weil et Yves Rocard. Il en sort agrégé de mathématiques et après son service militaire, est nommé professeur au lycée de Rome. Rome où il travaillera avec les mathématiciens Vito Volterra , Tullio Levi-Civita et Federigo Enriques. À l'ENS il rencontre Georges Cogniot (promotion 1921), futur secrétaire de Maurice Thorez.
Dans les années 1930, il travaille avec de nombreux intellectuels marxistes et communistes, le docteur Georges Galpérine, Jean Baby, Louis Aragon et Georges Friedmann. Ce dernier lui présentera celle qui deviendra son épouse, Sophie Eckstein, qu'il épousera en 1935.
Avec Aragon, il publiera des articles dans la revue La lutte antireligieuse et prolétarienne.
Mobilisé à la fin août 1939, Paul Labérenne fit toute la guerre sur la ligne Maginot comme lieutenant observateur d'artillerie à l'Ouvrage du Bois-du-Four sur le secteur de la Crusnes à Villers-la-Montagne. Fait prisonnier le 2 juillet 1940, il passa cinq années en captivité.

## Publications
- Leçons de géométrie projective, traduction de l'ouvrage de Federigo Enriques, Paris, Gauthier-Villars, 1930.
- L'efficacité politique et sociale du positivisme et du marxisme, 1932.
- L'origine des mondes, Paris, Éditions Sociales Internationales, 1936.
- A la lumière du marxisme, avec Armand Cuvillier, préface d'Henri Wallon, Paris, Éditions Sociales Internationales, 1936-1937.
- Cours de marxisme, avec Georges Friedmann, René Maublanc et Henri Wallon, Paris, Bureau d'éditions, 1937.
- La Pensée et l'Action, édition des œuvres de Paul Langevin, Paris, Les Éditeurs français réunis, 1950.
- Le déterminisme, avec d'autres auteurs, Paris, Cahiers Rationalistes, 1956.
- Problèmes de l'automatisation, avec d'autres auteurs, Éditions de la Nouvelle Critique, 1957.
- L'astronomie et l'histoire de la pensée humaine, Paris, Gallimard, 1962.